# Cadmium
Cadmium (auch Kadmium; von altgriechisch καδμία kadmía, lateinisch cadmia und cadmea „Galmei“) ist ein chemisches Element mit dem Elementsymbol Cd und der Ordnungszahl 48. Es wird meist zu den Übergangsmetallen gezählt, obwohl es eine abgeschlossene d-Schale besitzt und damit eher den Hauptgruppenelementen, vor allem den Erdalkalimetallen ähnelt. Im Periodensystem steht es in der 5. Periode sowie der 2. Nebengruppe (Gruppe 12) oder Zinkgruppe.
Cadmium ist ein silbergraues, weiches, duktiles und sehr giftiges Metall, welches als eher selten auf der Erde gilt, besonders in reiner Form. Es kommt meistens in Mineralien vor, darunter Monteponit, Greenockit oder aber auch Cadmoselit. Cadmium wird hauptsächlich in China abgebaut. Es findet Verwendung in Lampen, Lasern, Batterien sowie als Pigment. Aufgrund seiner enormen Toxizität wird es allerdings in bestimmten Anwendungen von weniger giftigen Alternativen verdrängt, für einige Applikationen wurde es sogar in bestimmten Ländern verboten.

## Geschichte
1817 entdeckten Friedrich Stromeyer und Carl Samuel Hermann unabhängig voneinander Cadmium in verunreinigtem Zinkcarbonat. Stromeyer bemerkte, dass sich verunreinigtes Zinkcarbonat beim Erhitzen verfärbte – ein Verhalten, das reines Zinkcarbonat nicht zeigte. 
Plinius der Ältere berichtet in seiner um das Jahr 77 entstandenen Naturkunde Naturalis historia von Galmeifunden in Germanien: “cadmea […] ferunt nuper etiam in Germania provincia repertum” (deutsch: „kürzlich wurde in der Provinz Germanien Galmei gefunden“). Die Bezeichnung Cadmium wurde schon im Mittelalter verwendet, vermutlich für Zink oder sein Carbonaterz. Wie aus einer von Kaiser Friedrich II. im April 1226 in Ravenna ausgestellten Urkunde hervorgeht, räumt dieser dem Benediktiner-Kloster St. Paul im Lavanttal das Recht ein “ut Cadmiae tam argentj quam plumbi et ferri, que in territorio ipsius monasteri de cetero inveniri contigerint, ad opus suum” (deutsch: „dass das Zink, sowie Silber, als auch Blei und Eisen, welches auf dem Gebiet des Klosters gefunden wird, für dessen Zwecke verwendet wird“).
Trotz der Giftigkeit von Cadmium und seinen Verbindungen verzeichnete der British Pharmaceutical Codex von 1907 Cadmiumiodid als Mittel zur Behandlung von geschwollenen Gelenken (enlarged joints), skrofulösen Drüsen (scrofulous glands) und Frostbeulen (chilblains).
1907 definierte die Internationale Astronomische Union ein Ångström als das 1/6438,4696-fache der Wellenlänge einer roten Spektrallinie des Cadmiums in trockener Luft mit einem Kohlendioxidgehalt von 0,03 % bei einer Temperatur von 15 °C und einem Druck von 1 atm. Die General Conference on Weights and Measures akzeptierte im Jahr 1960 die 1.553.164,13-fache Wellenlänge einer roten Spektrallinie des Cadmiums als Sekundärdefinition eines Meters.
1942 benutzte Enrico Fermi Cadmiumbleche im weltweit ersten Kernreaktor. Die Bleche konnten in den Reaktor hinein- und hinausgeschoben werden, um die Kettenreaktion steuern zu können. Cadmium kann moderierte Spaltneutronen einfangen und so die Kritikalität des Reaktors beeinflussen.

## Vorkommen
Cadmium ist ein sehr seltenes Element. Sein Anteil an der Erdkruste beträgt nur etwa 3 · 10−5 %.
Als cadmiumhaltige Erze sind vor allem die Cadmiumblende Greenockit (CdS) mit bis zu 77,81 % Cd und der Cadmiumspat Otavit (CdCO3) mit bis zu 65,20 % Cd bekannt, die allerdings zu selten für den kommerziellen Abbau sind. Beide sind fast immer mit verschiedenen Zinkerzen wie Sphalerit (ZnS) und Smithsonit (ZnCO3) vergesellschaftet.
Insgesamt sind bisher rund 30 Cadmiumminerale bekannt (Stand 2024). Das sehr seltene Cadmiumoxid Monteponit (CdO) hat den höchsten Cd-Gehalt mit bis zu 87,54 %. Weitere Minerale sind unter anderem Cadmiumsulfid Hawleyit (CdS; 77,81 % Cd), das Cadmiumselenid Cadmoselit (CdSe; 58,74 % Cd) und das wasserhaltige Cadmiumsulfat Drobecit (Cd(SO4)·4H2O; IMA 2002-034; 40,07 % Cd).

## Cadmium als Mineral

### Entdeckung und Mineralanerkennung
Natürlich vorkommendes Cadmium in seiner elementaren Form wurde erstmals 1979 durch B. W. Oleinikow, A. W. Okrugin, N. W. Leskowa (russisch Б. В. Олейников, А. В. Округин, Н. В. Лескова) beschrieben und von der International Mineralogical Association (IMA) als eigenständige Mineralart anerkannt (Interne Eingangsnummer der IMA: 1980-086a).
Die seit 2021 ebenfalls von der IMA/CNMNC anerkannte Kurzbezeichnung (auch Mineral-Symbol) von Cadmium entspricht mit „Cd“ dem Elementsymbol.
Als Typlokalität (erster Fundort) für gediegen Cadmium gilt der Fluss Khann'ya (Ust'-Khann'ya Intrusion) im Wiljui-Becken in der Republik Sacha des Russischen Föderationsgebiet Ferner Osten. Typmaterial des Minerals ist allerdings nicht definiert beziehungsweise dessen Aufbewahrungsort nicht dokumentiert.
Elementares Cadmium kommt äußerst selten vor. Außer von seiner Typlokalität am Unteren Khann'ya kennt man gediegen Cadmium bisher (Stand 2024) nur noch vom Jana-Flussbecken nahe Werchojansk und der Billeekh Intrusion (ebenfalls Republik Sacha) sowie aus dem Burabaiskii-Massiv im Gebiet Aqmola in Kasachstan und den Goldstrike-Gruben bei Lynn im Eureka County des US-Bundesstaates Nevada.

### Klassifikation
Da gediegen Cadmium erst 1980 als eigenständiges Mineral anerkannt wurde, ist er in der zuletzt 1977 überarbeiteten 8. Auflage der Mineralsystematik nach Strunz noch nicht verzeichnet.
In der zuletzt 2018 überarbeiteten Lapis-Systematik nach Stefan Weiß, die formal auf der alten Systematik von Karl Hugo Strunz in der 8. Auflage basiert, erhielt das Mineral die System- und Mineralnummer I/A.04-040. Dies entspricht der Klasse der „Elemente“ und dort der Abteilung „Metalle und intermetallische Verbindungen“, wo Cadmium zusammen mit Danbait, Messing, Tongxinit, Zhanghengit und Zink eine unbenannte Gruppe mit der Systemnummer I/A.04 bildet.
Die von der International Mineralogical Association (IMA) zuletzt 2009 aktualisierte 9. Auflage der Strunz’schen Mineralsystematik ordnet den Cadmium ebenfalls in die Abteilung der „Metalle und intermetallische Verbindungen“ ein. Diese ist weiter unterteilt nach den in der Verbindung vorherrschenden Metallen, die entsprechend ihrer verwandten Eigenschaften in Metallfamilien eingeteilt wurden. Cadmium ist hier entsprechend seiner Zusammensetzung in der Unterabteilung „Zink-Messing-Familie“ zu finden, wo es zusammen mit Hexamolybdän, Titan, Zink die „Zink-Gruppe“ mit der Systemnummer 1.AB.05 bildet.
In der vorwiegend im englischen Sprachraum gebräuchlichen Systematik der Minerale nach Dana hat Cadmium die System- und Mineralnummer 01.01.05.02. Dies entspricht der Klasse und gleichnamigen Abteilung „Elemente“, wo das Mineral zusammen mit Zink in einer unbenannte Gruppe mit der Systemnummer 01.01.05 innerhalb der Unterabteilung „Elemente: Metallische Elemente außer der Platingruppe“ zu finden ist.

## Gewinnung und Darstellung

Zeitliche Entwicklung der Cadmiumförderung

Cadmium wird ausschließlich als Nebenprodukt bei der Zinkverhüttung, in kleinem Umfang auch bei der Blei- und Kupferverhüttung gewonnen. Kleinere Mengen fallen auch beim Recycling von Eisen und Stahl an.
Die Gewinnung von Cadmium hängt vom Verfahren ab, wie das Zink gewonnen wird. Bei der trockenen Zinkgewinnung wird zunächst das Cadmium mit dem Zink reduziert. Da Cadmium einen niedrigeren Siedepunkt als Zink besitzt, verdampft es leichter. Dadurch verdampft ein Cadmium-Zink-Gemisch aus dem Reduktionsgefäß und reagiert an anderer Stelle mit Sauerstoff zu Cadmium- und Zinkoxid. Anschließend wird dieses Gemisch in einem Destillationsgefäß mit Koks vermischt und das Cadmium vom Zink abdestilliert. Durch fraktionierende Destillation lassen sich höhere Reinheiten an Cadmium erreichen.
Bei der nassen Zinkgewinnung werden die gelösten Cadmiumionen mit Zinkstaub reduziert und ausgefällt. Das dabei entstehende Cadmium wird mit Sauerstoff zu Cadmiumoxid oxidiert und in Schwefelsäure gelöst. Aus der so entstandenen Cadmiumsulfat-Lösung wird durch Elektrolyse mit Aluminiumanoden und Bleikathoden besonders reines Elektrolyt-Cadmium gewonnen.
Die weltweite Gewinnung von Cadmium betrug im Jahr 2020 ca. 24.000 Tonnen. Der größte Produzent ist China, gefolgt von Südkorea. Eine zunehmende Rolle bei der Cadmiumgewinnung spielt auch das Recycling von NiCd Batterien
| Land                | 2006                            | 2019                 | 2020                 |
| ------------------- | ------------------------------- | -------------------- | -------------------- |
|                     | Raffinerieerzeugung (in Tonnen) |                      |                      |
| Vereinigte Staaten  | 700                             | nicht veröffentlicht | nicht veröffentlicht |
| Australien          | 400                             |                      | 348                  |
| Kanada              | 1.710                           | 1.803                | 1.800                |
| Volksrepublik China | 3.000                           | 8.200                | 10.000               |
| Deutschland         | 640                             |                      | 450                  |
| Indien              | 450                             |                      |                      |
| Japan               | 2.290                           | 2.000                | 1.880                |
| Kasachstan          | 2.000                           | 1.500                | 1.500                |
| Südkorea            | 3.250                           | 4.400                | 3.000                |
| Mexiko              | 1.400                           | 1.395                | 978                  |
| Niederlande         | 570                             | 1.100                | 880                  |
| Norwegen            |                                 |                      | 400                  |
| Peru                | 420                             | 772                  | 700                  |
| Russland            | 1.100                           | 900                  | 1.000                |
| Usbekistan          |                                 |                      | 400                  |
| Andere Länder       | 1.370                           | 2.320                | 520                  |
| Gesamt (gerundet)   | 19.300                          | 24.400               | 24.000               |

## Eigenschaften

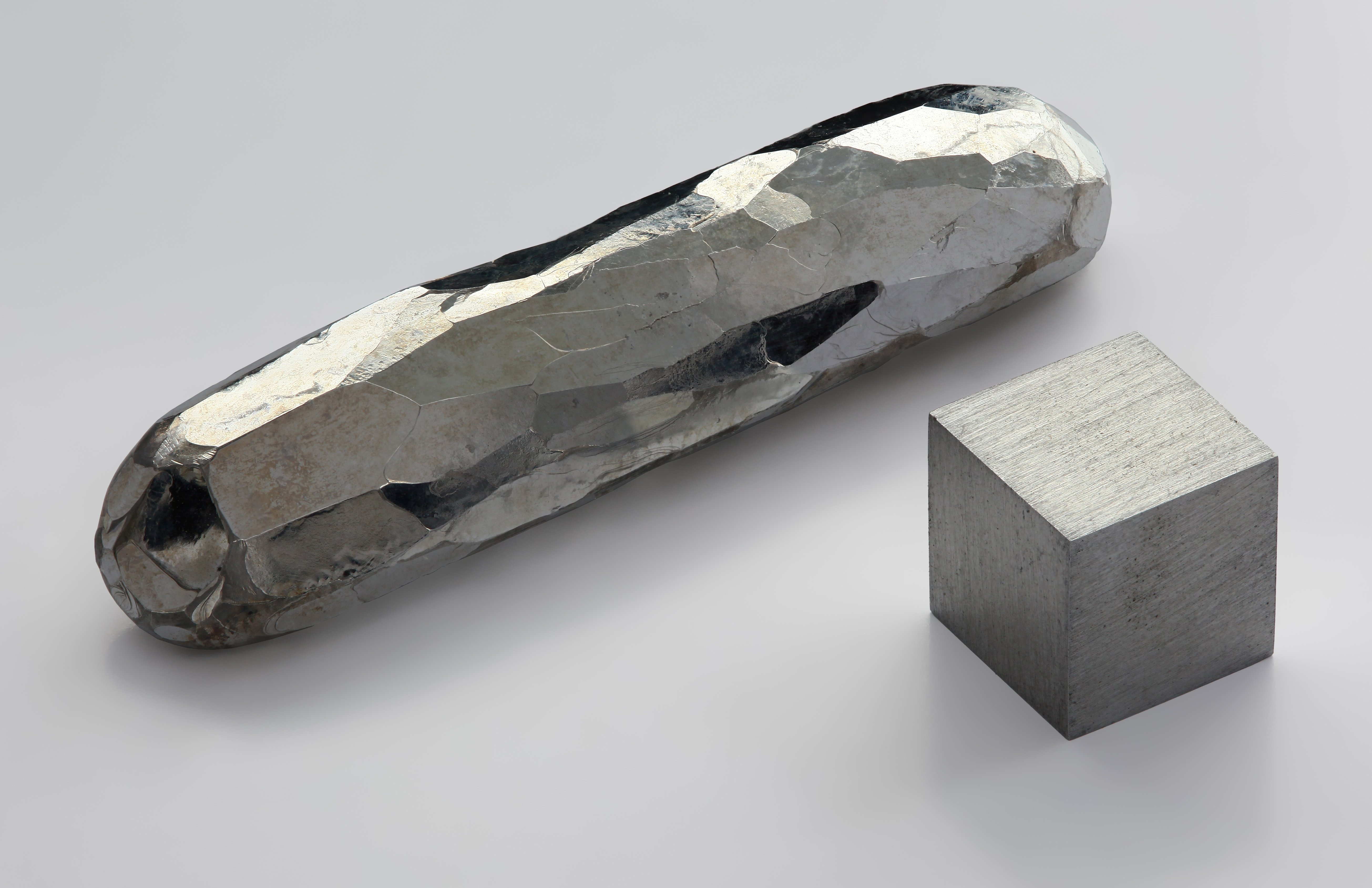
Ein Barren mit kristallinem Cadmium

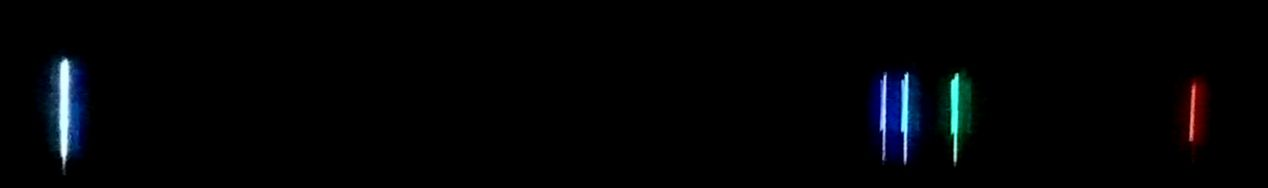
Spektrum einer Cadmium-Gasentladung

### Physikalische Eigenschaften
Cadmium ist ein silbrig glänzendes Metall mit einer Dichte von 8,65 g/cm³. Es ist weich (Mohshärte 2), plastisch verformbar und lässt sich ebenso mit dem Messer anschneiden wie zu Drähten ziehen und zu Blättchen aushämmern.
Cadmium erstarrt ausschließlich im hexagonalen Kristallsystem in der Raumgruppe P63/mmc (Raumgruppen-Nr. 194) in einer hexagonal dichtesten Kugelpackung (hcp, Magnesium-Typ). Die Gitterparameter von reinem Cadmium betragen a = 0,2979 nm (entspricht 2,98 Å) und c = 0,5617 nm (entspricht 5,62 Å) bei 2 Formeleinheiten pro Elementarzelle.
Ähnlich wie bei Zinn treten beim Verbiegen von Cadmium mittlerer Reinheit typische Geräusche auf (bei Zinn Zinngeschrei genannt). Poliertes Cadmium verliert an Luft nach einigen Tagen seinen Glanz, auch wenn es korrosionsbeständiger ist als Zink. In kohlensäurehaltiger Luft bildet es einen grauweißen, kohlendioxidhaltigen Überzug. Stark erhitzt verbrennt es mit rötlicher bis gelber Flamme zu bräunlich dampfendem Cadmiumoxid CdO.
CdO wurde wegen seiner hohen Toxizität im Zweiten Weltkrieg von den USA auf seine Verwendbarkeit als chemischer Kampfstoff untersucht.

### Chemische Eigenschaften
In chemischen Verbindungen liegt es meist zweiwertig vor. Chemisch gleicht es dem Zink, es neigt aber eher zur Bildung von Komplex-Verbindungen mit der Koordinationszahl 4. An der Luft bildet Cadmium durch die Oxidation eine Verdunklung der Oberfläche. In alkalischem Milieu ist die Oberfläche unlöslich, in Schwefelsäure und Salzsäure schwer und in Salpetersäure gut löslich.

## Verwendung
Wegen der hohen Toxizität von Cadmium nimmt dessen Bedeutung ab. Seit Dezember 2011 ist es in Schmuck, Legierungen zum Löten und in PVC in der Europäischen Union verboten.
Cadmium wird bzw. wurde eingesetzt:
- als Korrosionsschutz für Eisenwerkstoffe (Kadmierung und massive Verlustanoden im Schiffbau)
- als Oberflächenüberzug für Aluminiumwerkstoffe in der Wehrtechnik (z. B. bei Raketenwerfern)[41]
- für Nickel-Cadmium-Akkumulatoren
- für gelbe bis tiefrote Farbpigmente aus Cadmiumsulfid und Cadmiumselenid für Lacke und Kunststoffe (mittlerweile geringe Praxisbedeutung wegen möglicher Gesundheitsgefährdung, vor allem bei der Verbrennung entsprechender Artikel)
- als Legierungsmetall in niedrigschmelzenden Legierungen, zum Beispiel Lagerwerkstoffe oder Woodsches Metall
- Cadmium-Kupfer-Legierungen (um 1 % Cd) mit guter Festigkeit bei noch guter Leitfähigkeit; Einsatzgebiete u. a. in Freileitungen, Oberleitungen und Schweißelektroden
- früher als Schmiermittel in Scheibenbremsen
- als Bestandteil von Lötwerkstoffen (Lötzinn), auch für Hartlote
- zur Herstellung von Halbleitern
- Cadmiumoxid als Leuchtstoff in Schwarz-Weiß-Fernsehröhren sowie Zusatz in Blau- und Grünphosphor von Farbröhren
- Cadmiumoxid als Beimischung zu Silber in Schaltkontakten
- als Abschirmmaterial gegen thermische Neutronen und für Regelstäbe in der Nukleartechnik aufgrund des besonders hohen Wirkungsquerschnitts des Isotops 113 für den Neutroneneinfang
- als Quelle von energiereicher Gammastrahlung (rund 7 MeV) aus thermischen Neutronen zur späteren Erzeugung von Positronen durch Paarerzeugung
- Cadmiumsulfid in Belichtungsmessern, deren spektrale Empfindlichkeit der des menschlichen Auges gleicht
- Cadmiumtellurid als infrarotempfindlicher Sensor für Kameras (focal plane arrays)
- in Dünnschicht-Solarzellen als Cadmiumtellurid oder Cadmiumsulfid zur Stromerzeugung[42]
- Cd-Stearat als Stabilisator in Kunststoffen beispielsweise in PVC (unempfindlich gegen Licht, allerdings mittlerweile von geringer Praxisbedeutung wegen möglicher Gesundheitsgefährdungen)
- früher in den Weston-Normalelementen zur Festlegung der Maßeinheit der elektrischen Spannung, 1 Volt
- Cadmium-Bismut-Legierungen für Schmelzsicherungen
- Silber-Cadmium-Legierungen als Desoxidationsmittel in der Herstellung von Sterling-Silber
- bei Schmuckwaren: goldgrüne Gold-Cadmium-Legierungen
- Cadmium-Lampe
- Helium-Cadmium-Laser
- Cadmium-Ionen zur Blockade spannungsaktivierter Calciumkanäle in der Elektrophysiologie
- zum Färben von Glas in Gelb, Orange und Rot durch Zusatz von Cadmiumsulfid, -selenid und -tellurid oder Mischungen davon.
- Keramikglasuren

Die Cadmium-Chalkogenide Cadmiumsulfid (gelb), Cadmiumselenid (rot) und Cadmiumtellurid (schwarz) sind wichtige II-VI-Halbleiter. Sie werden beispielsweise nanopartikulär als Quantenpunkte (engl. Quantum Dots) hergestellt und u. a. in der Biochemie in-vitro eingesetzt.

## Nachweis
Als Vorprobe für Cadmium kann die sogenannte Glühröhrchenprobe dienen. Hierzu wird etwas Ursubstanz in einem hochschmelzenden Glühröhrchen erhitzt und das entstehende Sulfid-Oxid-Gemisch mit Natriumoxalat zu den Metallen reduziert. Als leichtflüchtiger Bestandteil verdampft Cadmium und scheidet sich als Metallspiegel am oberen Teil des Röhrchens ab.
{\displaystyle \mathrm {CdO+Na_{2}C_{2}O_{4}\rightarrow Cd+Na_{2}CO_{3}+CO_{2}} }
Durch anschließende Zugabe von Schwefel und erneutem Glühen bildet sich aus dem Metallspiegel und Schwefeldampf Cadmiumsulfid, welches in der Hitze rot und bei Raumtemperatur gelb ist. Dieser Farbwechsel lässt sich einige Male wiederholen.
{\displaystyle \mathrm {Cd+{\frac {1}{8}}S_{8}\rightarrow CdS} }
Als Nachweisreaktion für Cadmium-Kationen gilt die Ausfällung mit Sulfid-Lösung oder Schwefelwasserstoff-Wasser als gelbes Cadmiumsulfid. Andere Schwermetallionen stören diesen Nachweis, so dass zuvor ein Kationentrenngang durchzuführen ist.
Zur quantitativen Bestimmung von Cadmiumspuren bietet sich die Polarographie an. Cadmium(II)-Ionen geben in 1 M KCl eine Stufe bei −0,64 V (gegen SCE). Im Ultraspurenbereich kann die Inversvoltammetrie an Quecksilberelektroden eingesetzt werden. Sehr empfindlich ist auch die Graphitrohr-AAS von Cadmium. Hierbei können noch 0,003 µg/l nachgewiesen werden. Das relativ leicht flüchtige Element verträgt dabei keine hohe Pyrolysetemperatur. Ein Matrixmodifizierer wie Palladium-Magnesiumnitrat kann Abhilfe schaffen.

## Sicherheitshinweise
Cadmium ist als sehr giftig und seine Verbindungen von gesundheitsschädlich (wie Cadmiumtellurid) über giftig (z. B. Cadmiumsulfid) bis sehr giftig (so bei Cadmiumoxid) eingestuft; außerdem besteht begründeter Verdacht auf krebsauslösende Wirkung beim Menschen. Eingeatmeter cadmiumhaltiger Staub führt zu Schäden an Lunge, Leber und Niere.
In Arbeitsbereichen, in denen mit erhitzten Cadmiumverbindungen gearbeitet wird (Lötplätze und Cadmierbäder), ist für eine gute Durchlüftung oder Absaugung zu sorgen.
In der Europäischen Union gilt seit 10. Dezember 2011 für Cadmium ein Verbot der Verwendung und des Inverkehrbringens in vielen Kunststoffen, Farben, Stabilisierungsmitteln, Loten sowie bestimmten Metallerzeugnissen, insbesondere Bedarfsgegenständen wie etwa Schmuck Vorher war in Silberhartlot typischerweise 10 % bis 25 %, in Schmuck für Kinder bis zu 30 %, in PVC 0,2 % Cadmium enthalten. Oft wird für das Inverkehrbringen ein Grenzwert von 0,01 Gewichtsprozent (100 mg/kg) gesetzt, da man davon ausgeht, dass es sich bei einem Gehalt darunter um eine unbeabsichtigte, also unvermeidbare Verunreinigung handelt. Mit der Verordnung (EU) 2016/217 vom 16. Februar 2016 wurde das Verbot auf das Inverkehrbringen von Cadmium in bestimmten Anstrichfarben und Lacken – auch mit höherem Zinkgehalt – und in mit solchen Mitteln gestrichenen Erzeugnissen erweitert. Es gibt noch Ausnahmen etwa für bestimmte Baustoffe wie Zäune aus hartem PVC-Recyclat, sofern der Cadmiumgehalt im Kunststoff 0,1 Masseprozent nicht übersteigt und das Erzeugnis als Recycling-PVC gekennzeichnet ist, für besondere Anwendungen wie Luftfahrt oder Militär oder wegen der hohen Leistungsdichte für NiCd-Akkus in Schnurloselektrogeräten.
Cadmium ist als „prioritärer gefährlicher Stoff“ in Anhang X der europäischen Richtlinie 2000/60/EG (Wasserrahmenrichtlinie) aufgeführt.

## Lebensmittelrechtliche Regelungen
In der EU werden die Höchstmengen an Cadmium in Lebensmitteln durch die Verordnung (EU) Nr. 2023/915 geregelt. Die jeweiligen Höchstgrenzen hängen dabei vom Erzeugnis ab und orientieren sich auch daran, was durch gute Herstellungspraxis oder gute landwirtschaftliche Praxis erreichbar ist. Der niedrigste Wert wird für flüssige Säuglingsnahrung, die aus Kuhmilchproteinen
oder aus Kuhmilchproteinhydrolysaten hergestellt ist, mit 0,005 mg/kg vorgeschrieben. 0,050 mg/kg ist der Grenzwert etwa für Fleisch, tropische Wurzeln und Knollen, Knoblauch, Roggen, Gerste und verschiedene Früchte und Kulturpilze. Für Krebstiere gilt ein Grenzwert von 0,50 mg/kg, für Muscheln ein Grenzwert von 1,0 mg/kg. In Mohnsamen sind maximal 1,2 mg/kg und in Nahrungsergänzungsmitteln sogar bis zu 3,0 mg/kg erlaubt.
Die Höchstmenge an Cadmium im Trinkwasser in der EU wird durch die Richtlinie (EU) 2020/2184 auf 5 μg/l festgelegt.

## Toxikologie
Cadmium ist in der chemischen Industrie ein unvermeidbares Nebenprodukt der Zink-, Blei- und Kupfergewinnung. Auch in Düngern und Pestiziden ist Cadmium zu finden.

### Aufnahme und Gefahren
Die Weltgesundheitsorganisation hat ihre Aussage zur tolerierbaren Aufnahmemenge für Cadmium in den letzten Jahren mehrfach nach unten angepasst, zuletzt 2013 auf eine tolerierbare monatliche Aufnahmemenge (TMI) von 25 µg je Kilogramm Körpergewicht. Die Europäische Behörde für Lebensmittelsicherheit hat 2009 einen wiederum deutlich niedrigeren Wert von 2,5 µg je Kilogramm Körpergewicht tolerierbare wöchentlich Aufnahmemenge (TWI) ausgegeben.
Cadmium wird vom Menschen hauptsächlich durch die Nahrung aufgenommen. Zu den cadmiumreichen Nahrungsmitteln zählen:
- Leber,
- Kakao,
- (getrockneter) Seetang, Muscheln und andere Schalentiere,
- Sellerie, Blattgemüse wie Spinat und Mangold sowie Salat,
- Waldpilze (Zuchtchampignons enthalten wesentlich weniger),
- Ölsaaten wie Sonnenblumenkerne und Leinsamen.

Es wird empfohlen, täglich nicht mehr als 20 g Leinsamen zu sich zu nehmen.
Zudem kommt es seit der Einführung von Kunstdüngern zu einer Anreicherung von Cadmium auf landwirtschaftlichen Flächen und somit in nahezu allen Lebensmitteln. Die Ressourcen von Phosphaten sind begrenzt, und die meisten Vorkommen sind belastet mit Cadmium oder radioaktiven Schwermetallen. Der Cadmiumgehalt der Phosphatlagerstätten ist sehr unterschiedlich. Viele Industrieländer haben bereits einen Grenzwert für Cadmium in Düngemitteln eingeführt. So gilt für das Inverkehrbringen von Düngemittel in Deutschland ein Grenzwert von 1,5 mg/kg und bei Düngemittel mit mehr als 5 % Phosphat bei 50 mg/kg, während diese Grenzwerte in Österreich bei 3 mg/kg und 75 mg/kg P2O5 liegen. In der Schweiz werden die Grenzwerte seit Jahren regelmäßig überschritten. Auch Tabakrauch transportiert relativ große Cadmiummengen in die Lungen, von wo aus es sich mit dem Blut im Körper verteilt.
Besonders Personen, die in Fabriken mit hohem Cadmiumausstoß arbeiten, sind erhöhten Gefahren ausgesetzt. Auch von wilden Müllplätzen, Metallwerken oder Bränden gehen Gefahren aus. Das Einatmen von Cadmium kann die Lungen ernsthaft schädigen und sogar zum Tod führen. Dokumentierte Folgen nach Unfällen in der Industrie – wie in der chinesischen Provinz Guangdong – oder nach jahrzehntelanger Emissionen – wie im Falle der Itai-Itai-Krankheit (bei Menschen) und der Gressenicher Krankheit (bei Weidevieh) – machen die realen Gefahren deutlich.

### Schädigungen im Menschen
Cadmium kann sich industrie- oder umweltbedingt allmählich im Körper anreichern und eine schwer erkennbare chronische Vergiftung hervorrufen.
Cadmium wird aus der Nahrung zu ungefähr 5 % im Darm resorbiert. Bei Eisen- und Calciummangel steigt die Resorptionsrate, was annehmen lässt, dass alle drei Metalle denselben Transportweg nutzen. Cadmium stimuliert zunächst in der Leber die Synthese von Metallothioneinen, mit denen es einen Komplex bildet und über den Blutkreislauf zu den Nierenglomeruli transportiert, dort filtriert und aus den Nierentubuli wieder aufgenommen wird. In den Tubuluszellen wird der Metallothionein-Cadmium-Komplex metabolisiert und Cd freigesetzt. Cd aktiviert hier wiederum eine vermehrte Metallothioneinsynthese, wodurch noch mehr Cadmium gebunden wird. Durch die Akkumulation in den Nieren kommt es zu Schädigungen dieses Organs mit der Folge einer Proteinurie. Durch diese Proteinbindung wird Cadmium nur extrem langsam ausgeschieden, die Halbwertszeit für den Verbleib im Körper beträgt bis zu 30 Jahren. Daher steigt der Cadmiumgehalt von Geburt an und fällt erst wieder bei einem Alter von 50–60 Jahren.
Cadmium schädigt auch die Knochen, da es letztendlich zur Mobilisierung des Calciums führt. Cd konkurriert im Darm mit dem Calcium um die Bindungsstellen am Ca-bindenden Protein in der Darmmukosa. Zusätzlich blockiert Cd die Neusynthese des 1,25-Dihydroxycholecalciferol (Calcitriol) in den Nierentubuluszellen. 1,25-Dihydroxycholecalciferol ist notwendig, um die Synthese des Calciumbindenden Proteins in der Darmmukosazelle zu aktivieren. In summa bewirkt Cadmium eine verminderte Rückresorption des Calciums in Darm und Niere sowie die erhöhte Ausscheidung mit dem Harn mit der Folge einer Calciumfreisetzung aus den Knochen und damit dem Abbau derselbigen.
Bei einer akuten Cadmiumvergiftung kann die biliäre Ausscheidung durch Gabe von Penicillamin oder Dimercaprol unterstützt werden. Eine effektive, darüber hinausgehende Therapie einer akuten Cadmiumvergiftung ist nicht bekannt.

### Symptome
- Durchfall, Magenschmerzen und heftiges Erbrechen
- Nierenschädigung
- Knochenbrüche
- Schäden am Zentralnervensystem
- Schäden am Immunsystem
- Störungen in der Fortpflanzung und eventuell sogar Unfruchtbarkeit
- Psychische Störungen
- Mögliche DNA-Schäden und Krebsentstehung
- Verlust des Geruchssinns

## Verbindungen
→ Kategorie:Cadmiumverbindung

### Oxide und Hydroxide
- Cadmiumoxid CdO
- Cadmiumhydroxid Cd(OH)2

### Halogenide
- Cadmiumfluorid CdF2
- Cadmiumchlorid CdCl2
- Cadmiumbromid CdBr2
- Cadmiumiodid CdI2

### Chalkogenide
- Cadmiumsulfid CdS
- Cadmiumselenid CdSe
- Cadmiumtellurid CdTe

### Sonstige Verbindungen
- Cadmiumsulfat CdSO4
- Cadmiumnitrat Cd(NO3)2
- Cadmiumcyanid Cd(CN)2
- Cadmiumstearat Cd(C17H35COO)2